# Charles Knowles, I baronetto
L'ammiraglio Charles Knowles, I baronetto (1704 – Londra, 9 dicembre 1777), è stato un ammiraglio britannico.
Prese parte alla Guerra dell'orecchio di Jenkins, alla Guerra di Successione austriaca, alla Guerra dei Sette anni e ad alcune azioni della Guerra russo-turca militando nella Flotta Imperiale russa. Raggiunse il rango di ammiraglio nel corso di una lunga e variegata carriera coronata da successi e controversie. Avendo ricevuto un'ottima educazione, per l'epoca, era particolarmente dotato nel costruire e distruggere fortificazioni. La sua carriera fu principalmente centrata nelle Indie occidentali, ove ottenne il comando di uno squadrone di navi in azioni contro spagnoli e francesi. Malgrado un'attiva carriera navale, Knowles trovò tempo per dedicarsi a lavori di traduzione di studi scientifici in lingua straniera e per elaborare proprie invenzioni. La sua carriera sul mare ebbe però anche dei fallimenti, motivo per cui, probabilmente, nell'ultima parte della sua vita entrò a far parte della marina russa.

## Biografia

### I primi anni
Knowles nacque probabilmente nel 1704, anche se alcune fonti datano la sua nascita al 1697. Egli inoltre era ritenuto figlio illegittimo di Charles Knollys, IV Conte di Banbury. La sua educazione venne supervisionata quindi dal fratellastro, Lord Wallingford, e Knowles entrò nella marina nel marzo del 1718, raccomandato all'ammiraglio Sir George Byng da Wallingford. Knowles venne preso a bordo di una delle navi della flotta di Byng, la HMS Buckingham, al comando del capitano Charles Strickland, dalla quale poi nell'aprile di quell'anno passò a bordo della HMS Lenox come inserviente del capitano. Egli rimase a bordo della Lenox sino al dicembre del 1720, prestando servizio con la flotta di Byng nel Mediterraneo. Fu presente alla battaglia di Capo Passero l'11 agosto 1718, presenziando temporaneamente a bordo della HMS Barfleur.
Knowles si spostò dunque a bordo della HMS Lyme nel giugno del 1721, iniziando a prestare servizio sotto il capitano Vere Beauclerk e dopo i primi diciotto mesi venne dichiarato marinaio abile al servizio. Knowles rimase sulla Lyme nel corso delle sue operazioni nel Mediterraneo, scendendo a terra nel giugno del 1726. Al suo ritorno in Gran Bretagna, Knowles venne nominato al servizio su una nave di guardia a Portsmouth, la HMS Winchester, per poi passare sulla nave ammiraglia di Sir Charles Wager, la HMS Torbay a Kinsale, al comando di Vere Beauclerk. Egli si portò dunque in servizio sulla HMS Faversham e poi sulla HMS Lion sino alla sua promozione a tenente sullo sloop HMS Tryall il 30 maggio 1730. Tornò a servizio sulla Lion nel marzo dell'anno successivo, quando si recò nelle Indie occidentali sulla nave ammiraglia del contrammiraglio Charles Stewart.

### Le Indie occidentali
Essendosi a quel punto guadagnato la reputazione di ottimo ingegnere dopo il suo ritorno in Inghilterra egli iniziò a disegnare dei piani per il Westminster Bridge, per il quale viaggiò in Francia per studiare il Pont Neuf. Promosso comandante della HMS Southampton nel 1732, la posizione fu solo di rango, dal momento che egli non divenne ufficialmente capitano sino al 4 febbraio 1737, quando venne nominato al comando della HMS Diamond. Gli venne dunque ordinato di rinforzare la flotta dell'ammiraglio Edward Vernon nelle Indie occidentali nel 1739, dati gli sviluppi della Guerra dell'orecchio di Jenkins. Knowles si incontrò con l'ammiraglio a Port Royal, dopo aver catturato due navi spagnole durante il tragitto, una delle quali trasportava 120.000 monete d'oro e vestiti per 6.000 uomini. Knowles non fu in grado di navigare con Vernon quando salpò alla volta di Portobelo, ma vi giunse il 27 novembre, cinque giorni dopo la vittoria di Vernon in loco. Vernon diede a Knowles il compito di distruggere i forti spagnoli, che per la loro solida costruzione richiesero tre settimane e 122 barili di polvere da sparo per essere abbattuti. Quando il compito venne portato a termine gli inglesi si ritirarono e Knowles ricevette l'elogio personale di Vernon.
Vernon scelse dunque Knowles per raggiungere Cartagena ove si scontrò con le forze spagnole evitando ai nemici di ottenere rinforzi e rifornimenti da altre navi alleate. Knowles venne quindi spostato sulla HMS Success ed ottenne di esaminare il porto di Chagres. Completata la missione e formulato un piano di attacco, Knowles ottenne il comando di un vascello bombardiere, di diverse navi incendiarie ed altre piccole imbarcazioni, con le quali bombardò la fortezza di San Lorenzo, alla foce del fiume Chagres. Il villaggio ed il castello si arresero il 24 marzo 1740 e Knowles venne nominato governatore della fortezza. Vernon ordinò la rimozione dei beni presenti nel porto pronti per essere spediti in Spagna, passandoli alla marina britannica. Knowles ebbe inoltre il compito di demolire il castello, compito che venne portato a termine facendo detonare diverse mine sotto i bastioni e bruciando gli interni. Completato il compito, la flotta di Vernon si ritirò alla fine di marzo di quell'anno, ritornando a Port Royal passando per Portobelo.

#### Vernon e la Battaglia di Cartagena de Indias
Knowles trascorse i successivi cinque mesi imbarcato prima di tornare in Inghilterra in compagnia della HMS Torrington come scorta per una flotta mercantile di 25 navi. Knowles e la Diamond giunsero a Spithead il 4 agosto 1740, poco dopo che Knowles ebbe ottenuto il comando della HMS Lichfield. Poco dopo passò al comando della HMS Weymouth e salpò con essa da St Helens, sull'Isola di Wight, il 24 ottobre 1740 come parte della flotta di Sir Chaloner Ogle come rinforzo per Vernon nelle Indie occidentali. Knowles fu dunque parte del consiglio di guerra di Vernon tenutosi il 16 febbraio 1741, che si risolse a progettare un assalto combinato via mare e via terra a Cartagena. Vernon pose Knowles al comando delle operazioni per ricognire le difese spagnole, e successivamente progettò il piano d'attacco. Fatto questo, Knowles ebbe un ruolo chiave nelle prime fasi dell'attacco, catturando uno dei forti e la nave ammiraglia spagnola, rompendo così l'entrata al porto e permettendo alla flotta britannica l'accesso.
Il giorno successivo diverse navi inglesi penetrarono nel porto, tra cui Knowles a bordo della Weymouth. Agli ordini di Vernon, Knowles distrusse diverse batterie d'artiglieria nemiche, catturando il Castillo Grande e navigando presso il porto per tagliare i rifornimenti ai nemici. Vernon lo nominò governatore del Castillo Grande, e gli ordinò poi di demolirlo una volta evacuati i soldati inglesi. Knowles portò a compimento la missione, rendendo inutilizzabili tra gli altri 59 cannoni. Malgrado gli sforzi, ad ogni modo, gli inglesi non riuscirono a conquistare il porto di Cartagena e Knowles sembra sia stato l'autore del pamphlet pubblicato nel 1743 col titolo Resoconto della Spedizione a Carthegena, con Note Esplicatorie e Osservazioni, lavoro nel quale si criticavano le azioni compiute dall'esercito britannico. La flotta tornò in Giamaica, ove Knowles tornò al suo precedente comando, la Lichfield. Egli rimase di base nelle Indie occidentali, e venne sfruttato per rafforzare le fortificazioni e le navi a Port Antonio, Port Royal, e successivamente ad Antigua. Dopo questi incarichi, egli venne promosso al rango di commodoro e passò sulla HMS Superb e poi sulla HMS Severn. Tra il 1743 ed il 1745 prestò servizio come secondo in comando nella stazione di comando della Giamaica agli ordini di Sir Chaloner Ogle, che aveva rimpiazzato l'ammiraglio Edward Vernon in tale compito.

#### Le battaglie di La Guaira e Puerto Cabello
Knowles ottenne dunque il comando della HMS Suffolk nel 1742, e nel 1743 ricevette l'ordine da Ogle di comandare uno squadrone responsabile di attaccare gli insediamenti spagnoli di La Guaira e Puerto Cabello. Gli spagnoli erano bene informati delle intenzioni degli inglesi e furono in grado di difendere adeguatamente l'area prima dell'arrivo dei britannici, ottenendo polvere da sparo supplementare dagli olandesi. Come conseguenza l'attacco a La Guaira del 2 marzo 1743 venne respinto dai difensori. Knowles si ritirò con le sue forze e si riposò a Curaçao prima di tentare un assalto a Puerto Cabello il 15 aprile, e nuovamente il 24 aprile, ma entrambi gli assalti furono respinti. Knowles tornò quindi in Giamaica.

### Governatore di Louisbourg
Tra il 1743 ed il 1745 Knowles ottenne un gran numero di premi, ed il suo successo lo rese così famoso che una lettera a lui indirizzata e firmata dalle 63 figure principali della Giamaica recitava così: 
Signore, riconoscendoLe il servizio pubblico da Lei prestato, e che continuamente presta, per i principi più nobili, e senza la mancanza di plauso popolare, siamo molto vicini alla Sua causa [...]
 Knowles venne successivamente nominato capitano della nuova HMS Devonshire nel 1745. Fece ritorno in Gran Bretagna alla fine di quell'anno e nel gennaio del 1746 si trovava già a bordo della HMS Canterbury come capo comandante di uno squadrone nei Downs, al comando del viceammiraglio William Martin. Egli venne per breve tempo preposto ad esaminare i preparativi di invasione francese, ed al suo ritorno nel febbraio di quell'anno egli catturò due navi francesi. Egli spostò la sua bandiera sulla HMS Edinburgh il 21 marzo e scortò un convoglio da St Helens nel Canale della Manica, dopo essersi spostato sulla HMS Norwich.
Nella primavera del 1746 egli venne nominato nuovo governatore di Louisbourg da Peter Warren. Egli salpò per il suo nuovo incarico il 31 marzo 1746, in compagnia della HMS Canterbury e della HMS Ruby. Egli trascorse quasi due anni come governatore, questionando inizialmente col Duca di Newcastle circa le "condizioni confuse, sporche e bestiali" della fortezza, che lo impegnarono in alacri lavori di riparazione e miglioramento delle difese. Durante questo periodo le sue truppe vennero coinvolte nella Battaglia di Port-la-Joye. Egli venne promosso contrammiraglio of the white il 15 luglio 1747, e nominato comandante in capo della stazione navale della Giamaica. Col suo nuovo incarico egli pose la sua insegna sulla HMS Canterbury, ma poco dopo la spostò sulla HMS Cornwall. Egli inizialmente era intenzionato ad attaccare col suo squadrone Santiago de Cuba, ma venti contrari lo spinsero a decidere invece di portarsi su Fort Saint Louis de Sud. Egli giunse a destinazione l'8 marzo 1748, e dopo aver assoggettato il forte con un pesante bombardamento, ottenne la resa dei nemici. Knowles venne promosso contrammiraglio of the red il 12 maggio 1748. Tornò a Santiago de Cuba il 5 aprile e portò avanti un nuovo attacco, ma non fu in grado di conquistarne il porto, e tornò deluso in Giamaica.

### La battaglia dell'Havana

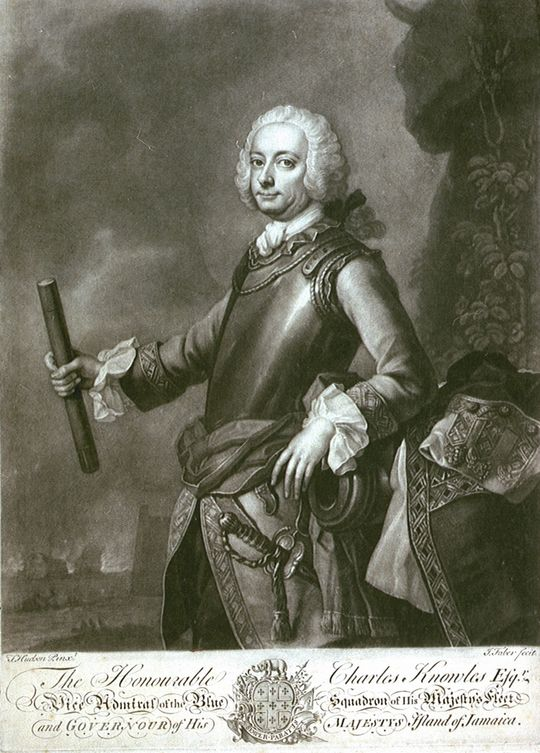
Knowles in armatura in una stampa d'epoca, con la mano rivolta verso le fortificazioni ed una nave in fiamme.

Dopo aver riparato le sue navi, Knowles riprese la via del mare nella speranza di intercettare la flotta tesoriera spagnola diretta a Cuba. Il 30 settembre convenne con la HMS Lenox, al comando del capitano Charles Holmes, il quale riportò di aver incontrato una flotta spagnola alcuni giorni prima. La flotta venne avvistata la mattina successiva ma la confusione sui segnali fece fallire l'immediato attacco inglese. La successiva Battaglia dell'Havana si concluse con la cattura di una nave spagnola e con il danneggiamento di un'altra imbarcazione ispanica, ma non fu la vittoria che gli inglesi si aspettavano. Knowles venne accusato della mal riuscita dell'operazione e venne portato dinnanzi alla corte marziale nel dicembre del 1749. Molti erano i motivi di attrito tra Knowles ed i suoi subordinati, a causa anche dei molti duelli che egli aveva ingaggiato, ferendo anche mortalmente in uno scontro il capitano Innes. Re Giorgio II intervenne per vietare categoricamente i duelli di questo tipo e Knowles venne assolto.

### Governatore della Giamaica
Knowles fu per un breve periodo di tempo Membro del Parlamento per Gatton tra il 1749 ed il 1752, e nel 1752 venne nominato Governatore della Giamaica. Durante i suoi quattro anni da governatore egli portò avanti diverse riforme al sistema legale locale, spostando la capitale amministrativa da Spanish Town a Kingston, capendo che la posizione della nuova capitale era maggiormente difensibile. I suoi tentativi di assicurarsi la subordinazione dell'assemblea giamaicana del governo britannico portò alla richiesta della sua rimozione da governatore, ma le sue politiche vennero poi sostenute dallo stesso governo britannico. Knowles diede le dimissioni da governatore nel gennaio del 1756 e fece ritorno in Inghilterra. Venne promosso vice-ammiraglio of the red il 4 febbraio 1755.

### Gli ultimi anni di servizio per la Gran Bretagna e l'esperienza in Russia
Knowles fu il secondo in comando sotto l'ammiraglio Edward Hawke (1705–81) nella Spedizione Rochefort nel 1757, durante la Guerra dei Sette anni, con Knowles che passò a bordo della HMS Neptune. Knowles supervisionò un bombardamento, ma la spedizione venne giudicata un fallimento, e Knowles fu una delle figure che vennero poi criticate per le loro azioni. Egli si difese con la pubblicazione di un pamphlet dal titolo La Condotta dell'Ammiraglio Knowles nell'ultima Spedizione vista in vera luce. Il pamphlet venne rivisitato in chiave negativa da Tobias Smollett nella sua Revisione critica. Knowles spostò la sua bandiera a bordo della HMS Royal Anne nell'inverno del 1757, ma il fallimento a Rochefort lo portò ben presto ad essere rimosso dal servizio attivo. Egli venne promosso ammiraglio il 3 dicembre 1760, e venne creato baronetto il 31 ottobre 1765. Il 5 novembre 1765 venne nominato Contrammiraglio di Gran Bretagna. Per le critiche subite, però, nel 1770 Knowles decise di dare le proprie dimissioni dalla marina reale inglese ed accettò una nomina pervenutagli direttamente da Caterina II di Russia per entrare al servizio della Flotta Imperiale russa per migliorarne le prestazioni durante la guerra contro i turchi. Egli ebbe prevalentemente ruoli amministrativi e fu di base a San Pietroburgo sino al 1774, quando decise di fare ritorno in Inghilterra. Morì a Bulstrode Street, Londra il 9 dicembre 1777, e venne sepolto a Guildford, nel Surrey.

## Matrimoni e figli
Knowles sposò la sorella di John Alleyne, Speaker alla Barbados House of Assembly, il 23 dicembre 1740. Il matrimonio produsse un figlio:
- Edward Knowles, che seguì il padre in marina, ma venne dato per disperso quando la sua nave, lo sloop HMS Peregrine affondò nel 1762.[9]

Risposatosi con Maria Magdalena Therese de Bouget (1733 - 1796) nel 1750, la coppia ebbe altri figli:
- Charles Knowles
- Una figlia
- Una figlia.[21]

Dal suo secondo matrimonio, Knowles visse a Cranbourne nel Berkshire.